# Diaspora
Diaspora (starořecky διασπορά – „setí, rozesetí, rozptýlení semena“) označuje lidi nebo etnickou populaci, kteří dobrovolně, nebo z donucení emigrují ze své domoviny, a přitom si zachovávají vazby na původní kulturu. Příčinou emigrace může být vypuknutí války, přetrvávající ozbrojené konflikty, chudoba, hlad, nepříznivé klimatické podmínky či snaha zlepšit ekonomickou situaci.

## Židovská diaspora
Termín diaspora byl původně používán k označení židovské komunity, jež musela opustit Palestinu poté, co byl Římany zničen druhý jeruzalémský chrám v roce 70 n. l., a byla rozeseta napříč Středomořím. S vytvořením státu Izrael 15. 5. 1948 se Židé mohli vrátit zpět do své domoviny.
Z pohledu sociologie jako vědy jsou Židé, kteří žijí v diaspoře, považováni za menšinová etnická společenství se silnou vazbou na původní etnické území, historickou kontinuitu a vzájemné soužití. Počátek židovské diaspory se datuje k pádu Jeruzaléma v roce 586 př. n. l. O diaspoře se přestalo mluvit už roku 135 n. l., kdy se Židé rozptýlili a vstup do Jeruzaléma jim byl odepřen.

## Ostatní diaspory

### Africká diaspora
Označuje diasporu Afričanů, kteří se v 16. až 19. století přesouvali ze západní Afriky převážně do Ameriky, kde byli považováni za otroky. Tato populace a jejich potomci měli zásadní vliv na kulturu britských, francouzských, portugalských a španělských kolonií nového světa. Před transatlantickým obchodováním s otroky se miliony Afričanů stěhovaly a usadily jako obchodníci, námořníci a otroci v různých částech Evropy a Asie. Od osmého do devatenáctého století se arabsky řízený obchod rozptýlil miliony Afričanů do Asie a ostrovů Indického oceánu.

### Evropské diaspory
Evropská historie zaznamenala četné události podobné diasporám. Během obchodní a kolonizující aktivity řeckých kmenů z Balkánu a Malé Asie putovali Řekové kolem středomořských a černomořských pánví, kde vytvářeli řecké městské státy. Tímto způsobem založili více než 400 kolonií.

### Další diaspory
Mezi méně známé diaspory patří například irská, arménská nebo tibetská diaspora. Pojem diaspora také označuje náboženské, či etnické společenství žijící (rozptýleně) v rámci jiného společenství.

## Současnost
Nyní se termín diaspora používá, jak pro izraelskou komunitu čítající přibližně 12 milionů lidí žijících mimo Stát Izrael. Židovské diaspoře je věnováno muzeum Bejt ha-Tfucot v Tel Avivu.
S vlivem globalizace, pohybem pracovní síly a uvolňování pracovních trhů dochází v současné době k rozptylování lidské populace po celém světě. V důsledku toho vznikají diaspory ve smyslu etnických skupin, které tvoří mnohdy uzavřené komunity na území přijímajících států. V Evropě je např. celá řada muslimských diaspor pocházející ze severní Afriky, Blízkého východu a Asie, které čítají kolem 15 milionů lidí.
Diaspory a hostitelské komunity na sebe působí, což vede ke vzájemným kulturním výměnám, směšování tradic či přílivu inovací. Výskyt diaspor v takových společnostech může přispívat k vyšší úrovni multikulturality. Na druhou stranu po staletí historicky doložené jsou ozbrojené konflikty a boje o ovládnutí regionů mnoha státních celků.

### Globální diaspory
Na základě historických poznatků dnes rozlišujeme pět typů diaspor. 
- Diaspory obětí (nucený odsun do exilu, např. obchod s otroky)
- Pracovní diaspora (stěhování za prací)
- Obchodní diaspora (přesun za účelem obchodu)
- Imperiální diaspora (přesun na základě imperialismu)
- Kulturní diaspora (stěhování z důvodu lidských zvyků, tradic a hodnot)[9]